# 令支县
令支縣為漢、曹魏和晉時縣名，屬幽州辽西郡，故城在今河北省迁安市西南的趙店子。令支縣在先秦为令支國。其境內有濡水（今灤河），城北六十里處為海陽城。